# Basilique de l'Immaculée-Conception de Ouidah
Pour les articles homonymes, voir Basilique de l'Immaculée-Conception.
La Basilique de l'Immaculée-Conception est le principal lieu de culte catholique de la ville de Ouidah, au sud de la République du Bénin. 
Construite à partir de 1903 à l'initiative de Mgr Louis Dartois, premier vicaire apostolique du Dahomey, elle est achevée en 1909. Longtemps siège du vicariat apostolique du Dahomey, elle garde le titre de cathédrale jusqu'au transfert du vicariat apostolique de Ouidah à Porto-Novo (1954), prélude à l'érection du diocèse de Porto-Novo (1955) auquel elle appartient désormais. 
Pur produit de l'architecture ogivale européenne, elle a été élevée au rang de basilique mineure par le pape Jean-Paul II le 9 novembre 1989.

## Histoire
L'histoire du sanctuaire de Ouidah est inséparable de celle des missionnaires catholiques. 
Par une froide matinée de janvier 1861, trois missionnaires s'embarquent à bord du navire « Amazone » amarré depuis plusieurs jours dans le port de Toulon. Le 5 janvier, le bateau quitte le sud de la France à destination des côtes africaines. Tous trois membres de la société des missions africaines de Lyon, ils sont issus de nations différentes : le père Louis Edde, originaire de France, le père Francesco Borghero, originaire d'Italie, le père Francisco Fernandez, enfin, originaire d'Espagne. La traversée dure trois mois et se révèle particulièrement éprouvante : atteint de fièvre, le père Louis Edde meurt et son corps doit être débarqué à Freetown. Quelques jours plus tard, le 18 avril, les deux prêtres arrivent en vue du port de Ouidah. Le premier office est célébré sous les voûtes de l'ancienne chapelle du « Fort portugais » trois jours plus tard, le 21 avril.
En 1884, le Dahomey est érigé en préfecture apostolique, dont les destinées sont confiées par le pape au père Ernest Ménager. À Ouidah, alors principale agglomération du Dahomey, les efforts des missionnaires sont couronnés de succès et se traduisent par une multiplication des conversions : en 1898, le nombre de fidèles catholiques est ainsi évalué à près de 2 500 personnes. Pour autant, la ville ne compte encore aucun lieu de culte digne de ce nom, les offices étant célébrés dans l'enceinte de la mission. L'accroissement du nombre de fidèles pousse le père François Steinmetz SMA (alors supérieur de la mission) à envisager la construction d'une première église paroissiale dès 1898.
La création du vicariat apostolique du Dahomey (15 mai 1901) donne une impulsion nouvelle au projet. Un prêtre français, le père Louis Dartois, est nommé à la tête de cette nouvelle circonscription. Quelques semaines après sa nomination, il est sacré évêque en la cathédrale de Cambrai. Des missionnaires de la colonie invités à la cérémonie se chargent de tenir informé le nouveau prélat des difficultés que rencontrent les fidèles de la colonie : mis au courant de la situation, Mgr Dartois fait dessiner en toute hâte les plans de la future cathédrale, qu'il confie aux représentants du clergé local lors de son arrivée à Ouidah (25 octobre 1901).
Un terrain est cédé aux autorités ecclésiastiques par l'administration coloniale française. Situé au cœur du quartier d'Agori, il a également valeur de symbole : c'est en effet à cet emplacement que s'élevait autrefois l'Agore, siège du représentant des Rois du Dahomey et lieu de détention pour de nombreux chrétiens quelques décennies plus tôt. Lors du creusement des fondations, des restes humains sont mis au jour au fond d'un puits profond de presque sept mètres. C'est à cet emplacement précis que s'élève aujourd'hui le maître-autel.
La première pierre de la cathédrale est posée le 30 août 1903. Les travaux se poursuivent sans interruption jusqu'en 1905, année marquée par la mort de Mgr Dartois. Celui-ci est remplacé dans ses fonctions par l'ancien supérieur de la mission, le père François Steinmetz (20 janvier 1906), lequel est sacré évêque en la basilique Notre-Dame de Fourvière (Lyon) le 28 octobre 1906. Sous l'impulsion de celui qui est surnommé « Daga » (le grand, en fon) en raison de sa haute stature, les travaux reprennent de plus belle. Ceux-ci ne sont pas uniquement menés par les chrétiens, mais également par de nombreux fidèles du Vodoun (Vodounsi) désireux d'aider leurs parents, amis ou voisins, quand bien même seraient-ils d'une autre religion que la leur. Cette aide précieuse porte ses fruits et le 9 mai 1909 la cathédrale est officiellement consacrée au cours d'une cérémonie regroupant près de 4 000 personnes (chrétiens et vodounsi) dont plusieurs prélats de la région (Mgr Lang, vicaire apostolique du Bénin - l'actuel Nigéria -, le R.P. Shanahan, préfet apostolique du Bas-Niger, les RR.PP. Wolf et Berning, représentant le Togoland). 

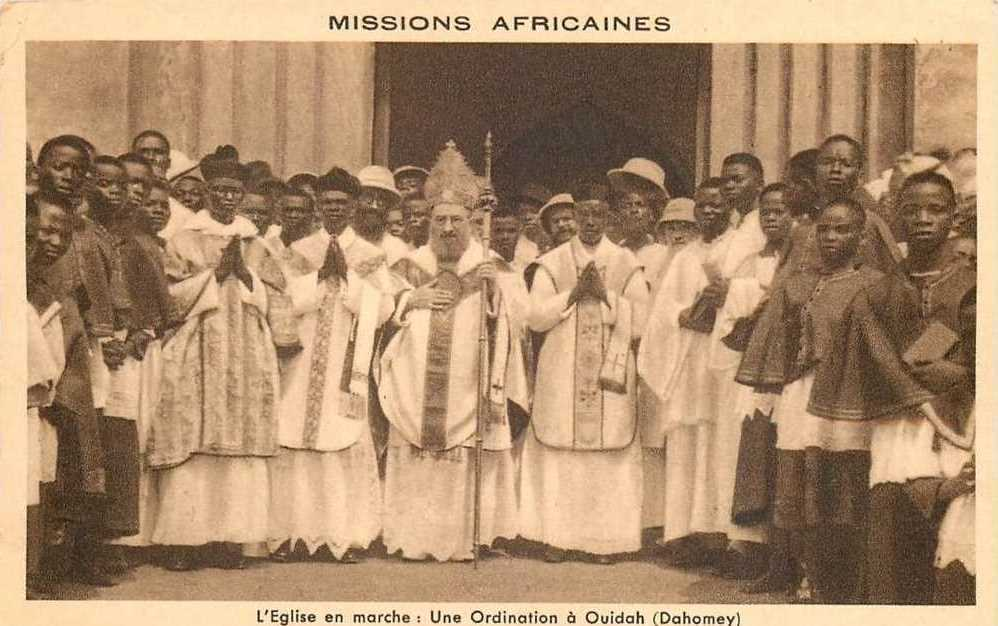
Ordination à Ouidah dans les années 1930.

Prévue pour être dédiée au Sacré-Cœur de Jésus, la cathédrale est finalement dédiée à l'Immaculée Conception (Le culte marial avait été importé par les Portugais en 1648, comme le rappelle une plaque de marbre située dans la basilique).
Le siège du vicariat apostolique est déplacé de Ouidah à Porto-Novo en 1954, prélude à l'établissement du diocèse de Porto-Novo l'année suivante. Le 9 novembre 1989, la cathédrale est élevée au rang de basilique mineure par le pape Jean-Paul II. Le corps de l'ancien vicaire apostolique, Mgr Louis Dartois, est exhumé de l'ancien cimetière français de Ouidah et placé dans un caveau dans la basilique la même année, venant rejoindre son successeur François Steinmetz. 
En 2009, des célébrations ont été organisées à l'occasion du centième anniversaire de la consécration du sanctuaire.
La basilique reçoit la visite du pape Benoît XVI au cours de son voyage apostolique au Bénin, en novembre 2011.

## Architecture

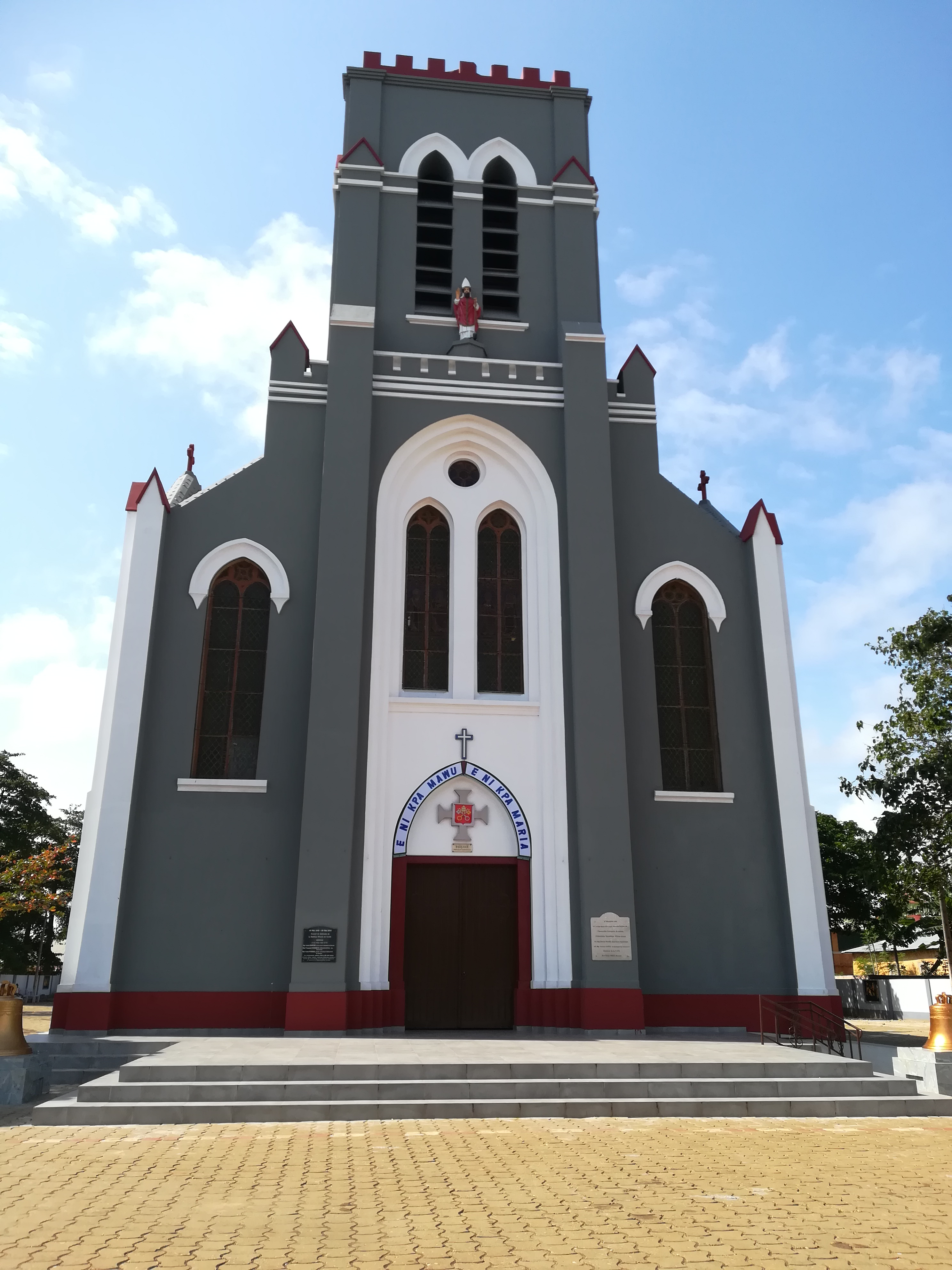
Vue de face de la basilique

L'architecture de la basilique s'inspire largement du style néo-gothique, un parti architectural à la mode dans plusieurs pays européens durant la seconde moitié du XIXe siècle. Elle se compose d'une nef unique divisée en cinq travées, largement éclairée par une série de baies géminées surmontées d'oculi. 
Reprenant la disposition traditionnelle (plan en forme de croix latine) des églises médiévales, elle se compose d'un vaisseau long de 58 mètres et large de 14 mètres, se prolongeant par un transept peu saillant et par une abside quadrangulaire. Le mur situé derrière le maître-autel accueille une croix monumentale et une statue de la Vierge (la Madone de Ouidah). La voûte lambrissée, portée par une structure métallique, s'élève à près de 17 mètres 50.
Le clocher, en léger retrait par rapport à la façade, reste inachevé (une flèche devait le couronner, mais ne fut jamais réalisée faute de moyens financiers).

## Galerie

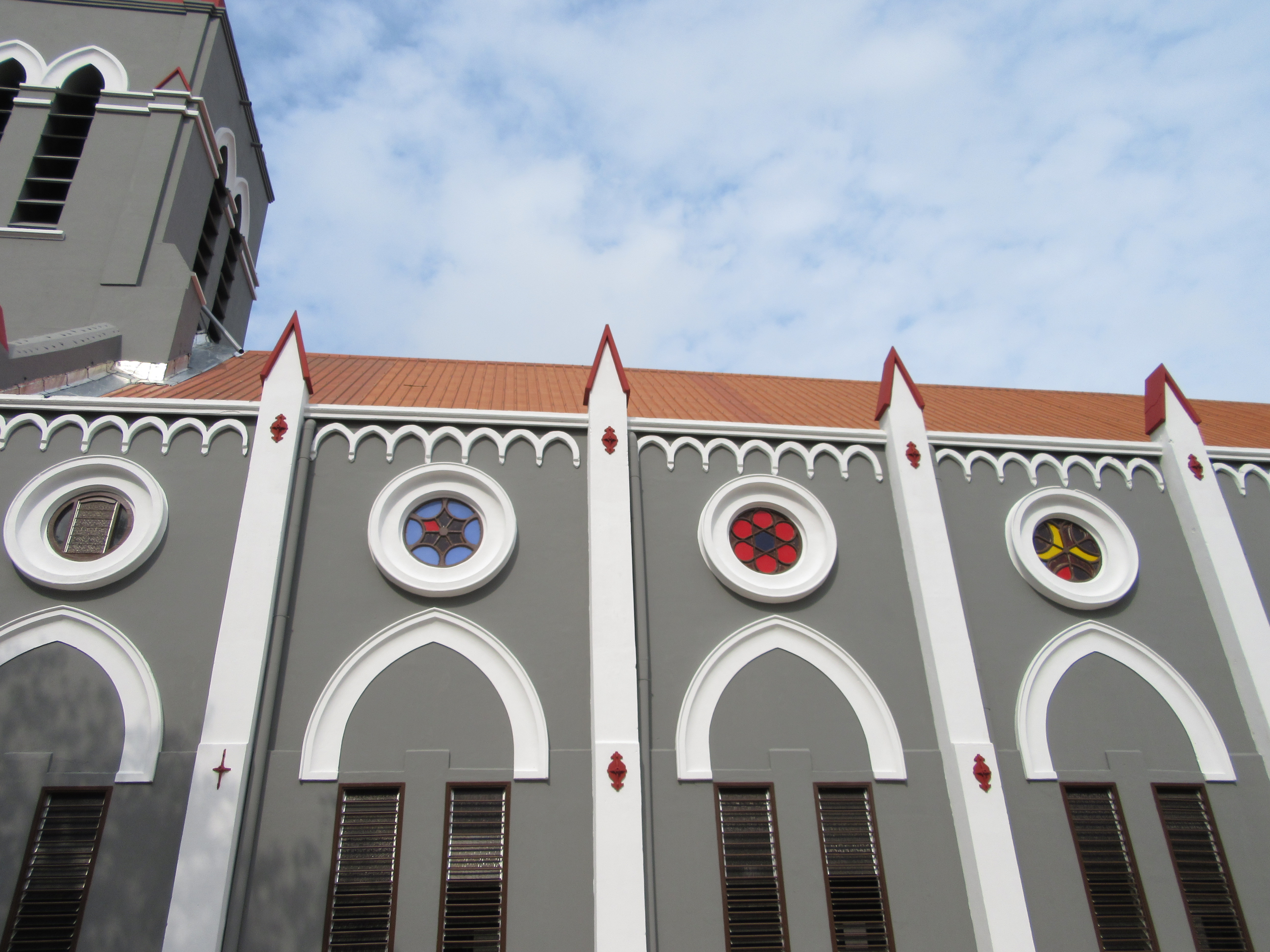
Façade latérale de la Basilique de l'Immaculée-Conception de Ouidah
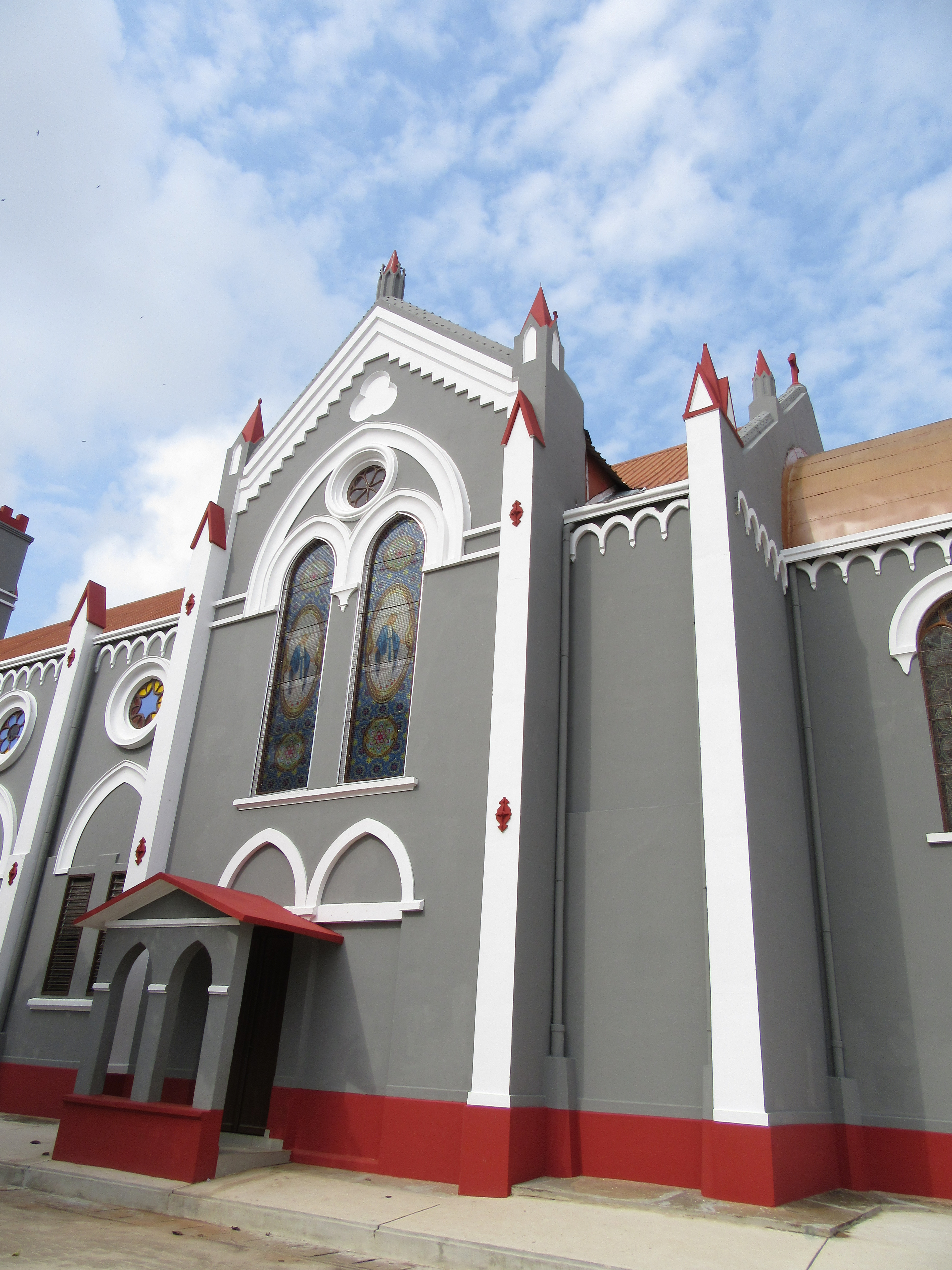
Entrée de droite de la Basilique de l'Immaculée-Conception de Ouidah
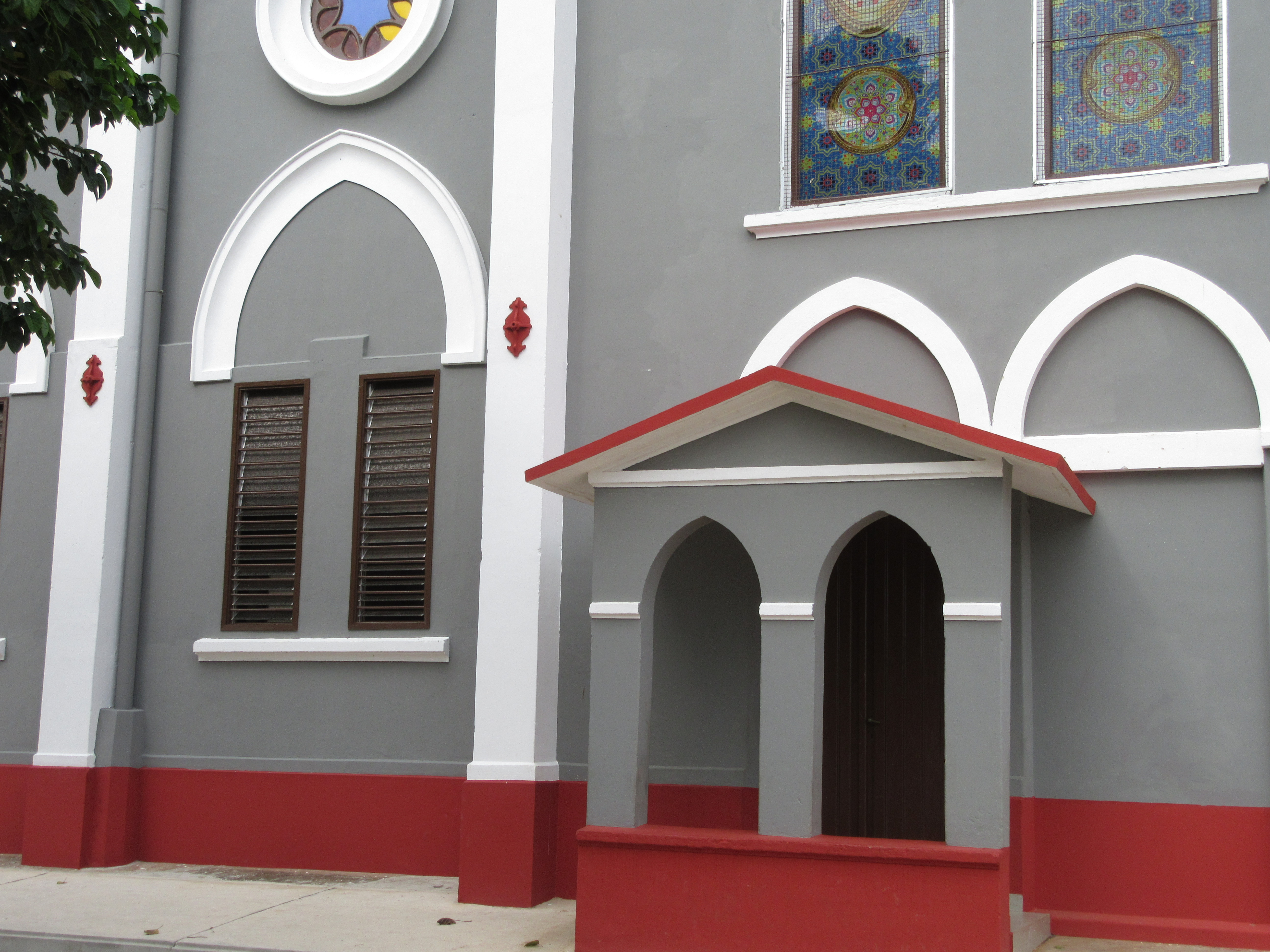
Bas du côté droit de la Basilique de l'Immaculée-Conception de Ouidah
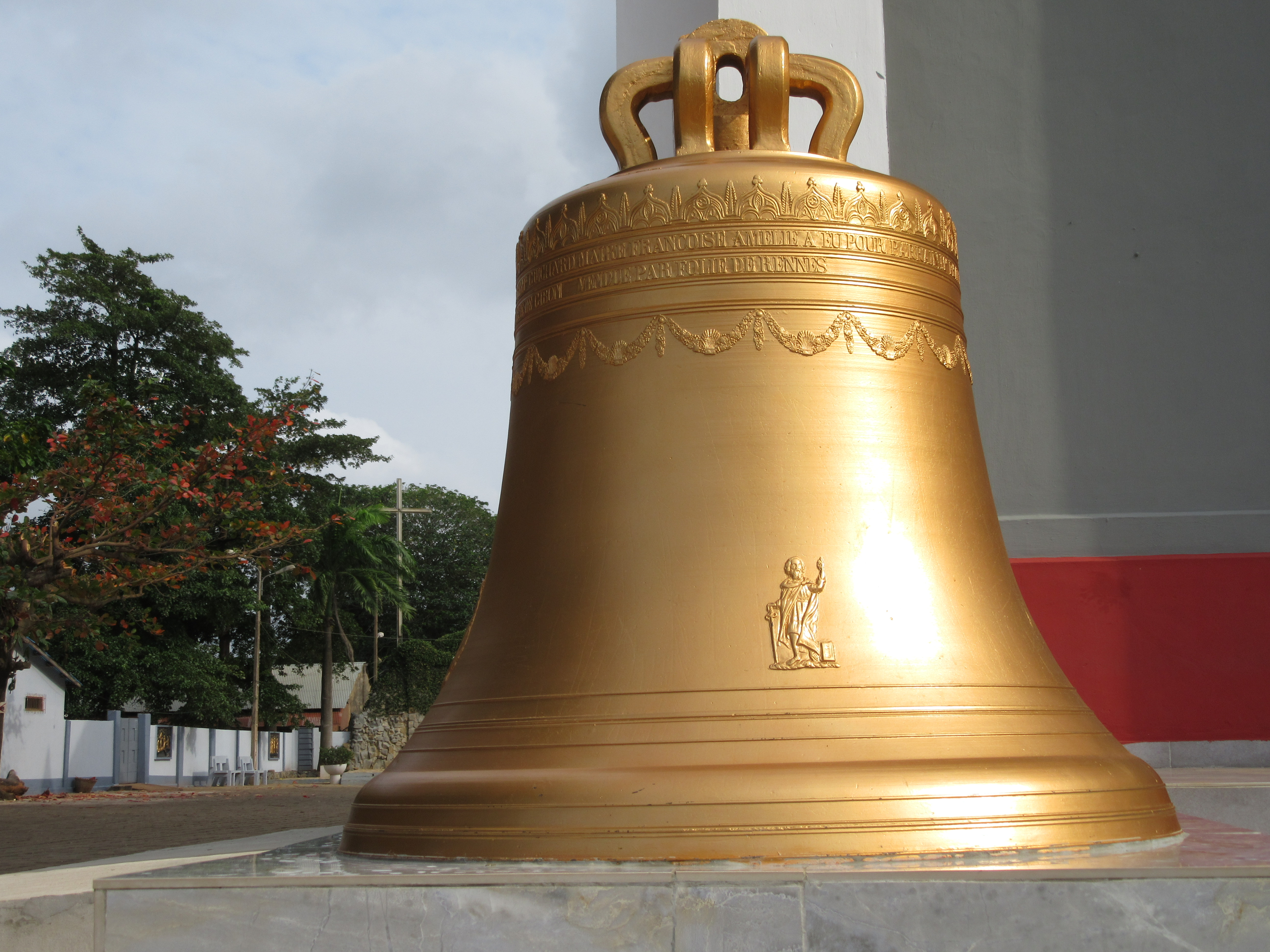
Cloche à la Basilique de l'Immaculée-Conception de Ouidah
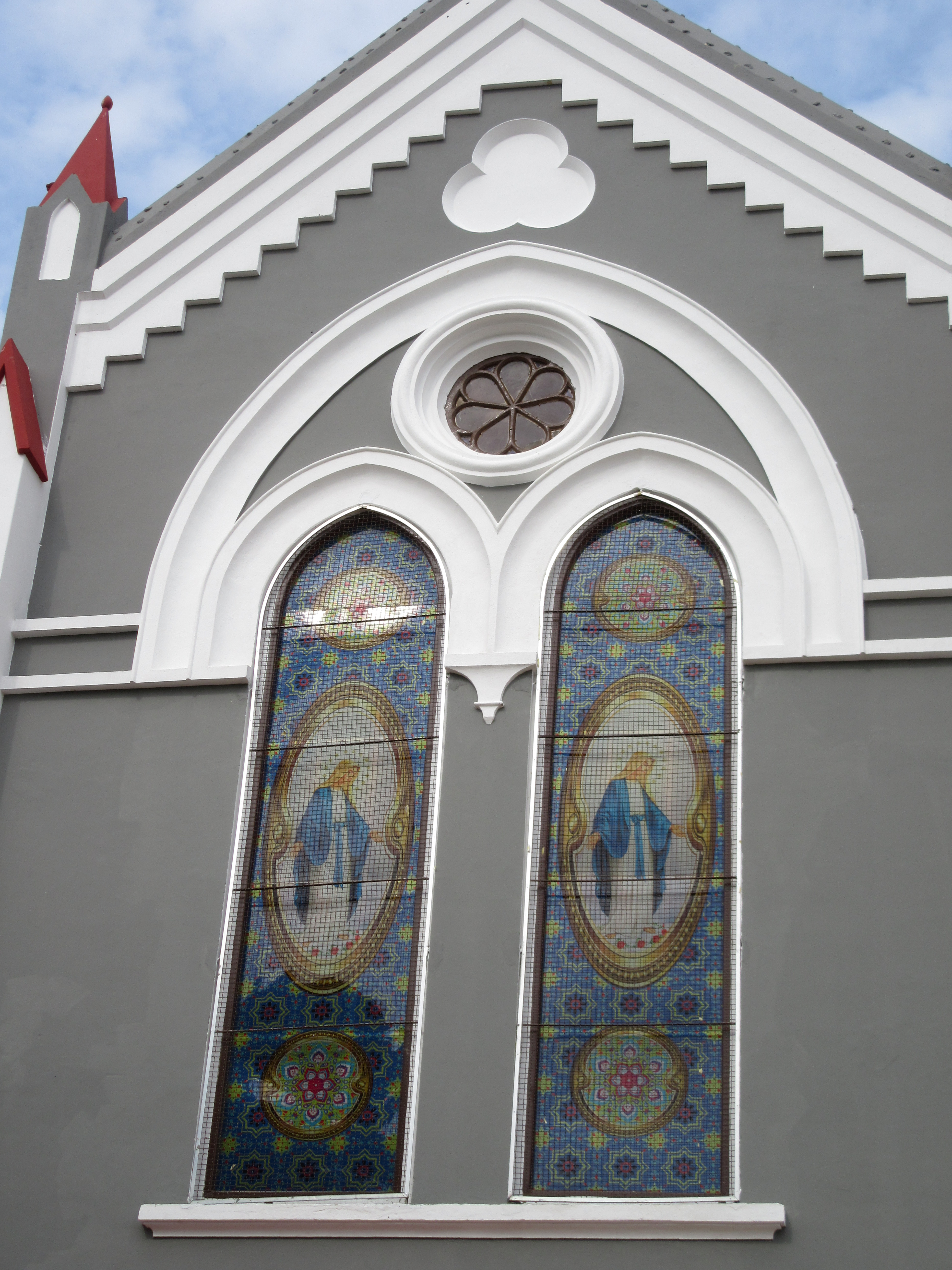
Vitraux à la Basilique de l'Immaculée-Conception de Ouidah
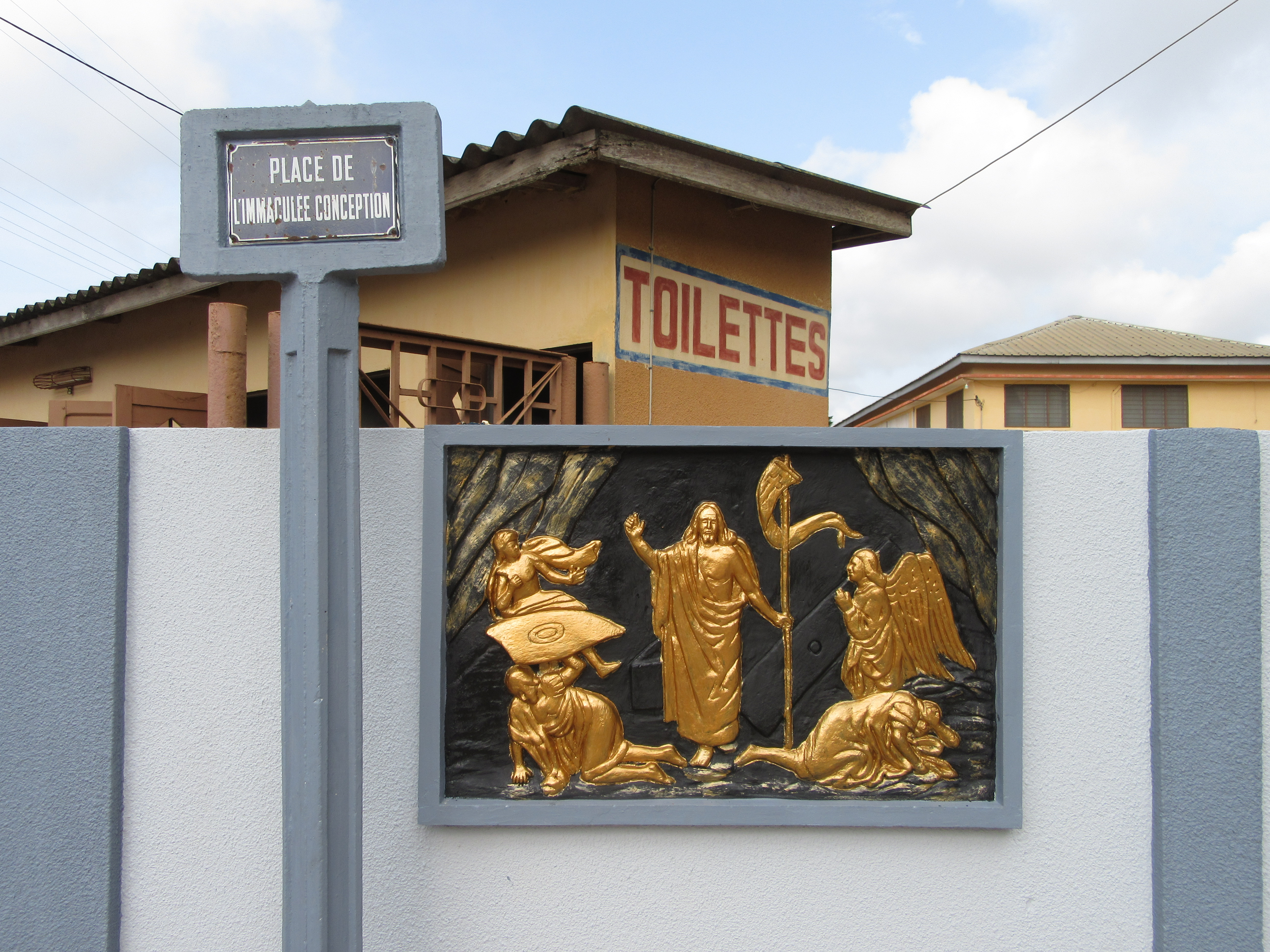
Place de l'Immaculée-Conception de Ouidah
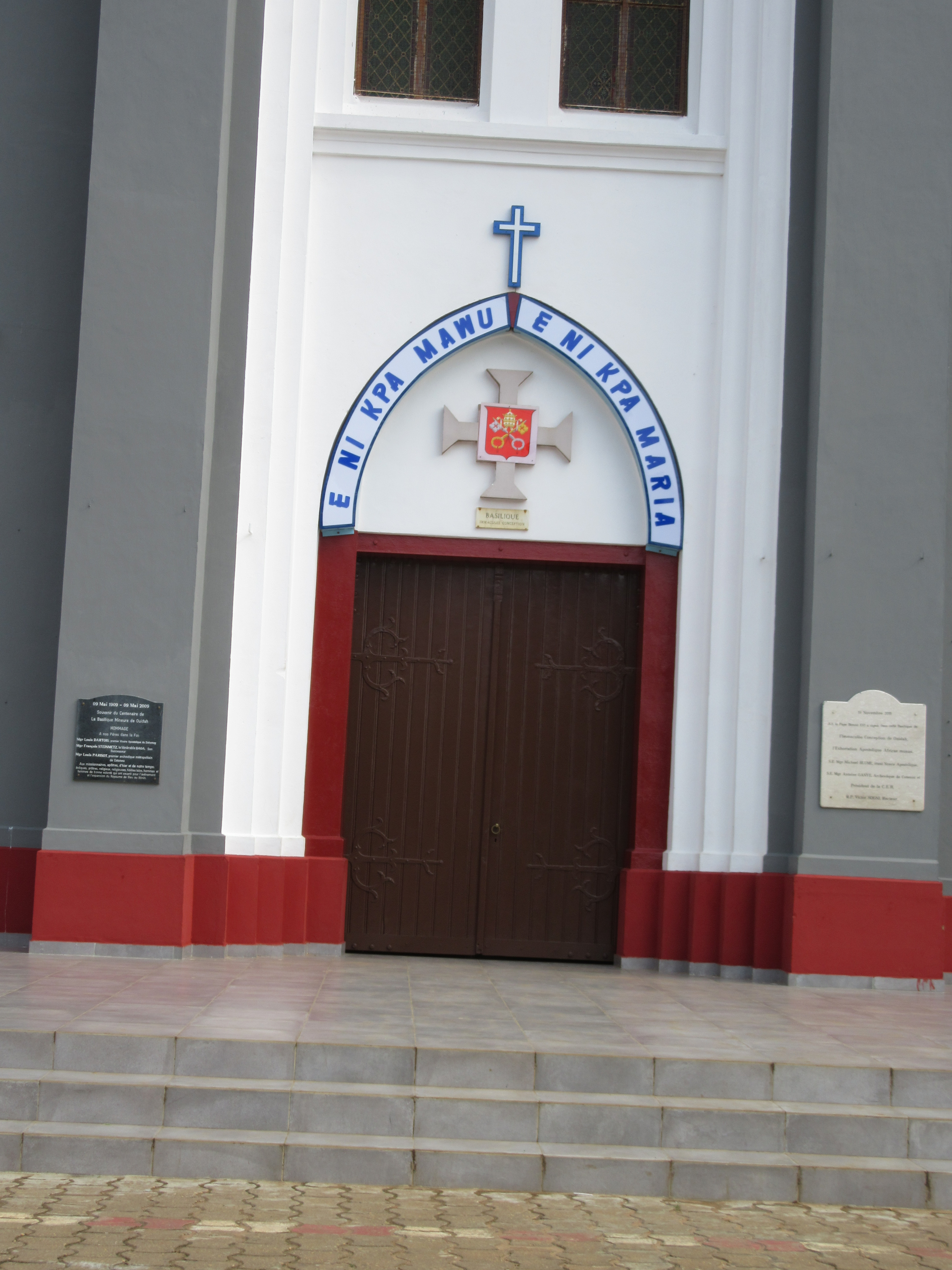
Porte d'entrée de la Basilique de l'Immaculée-Conception de Ouidah
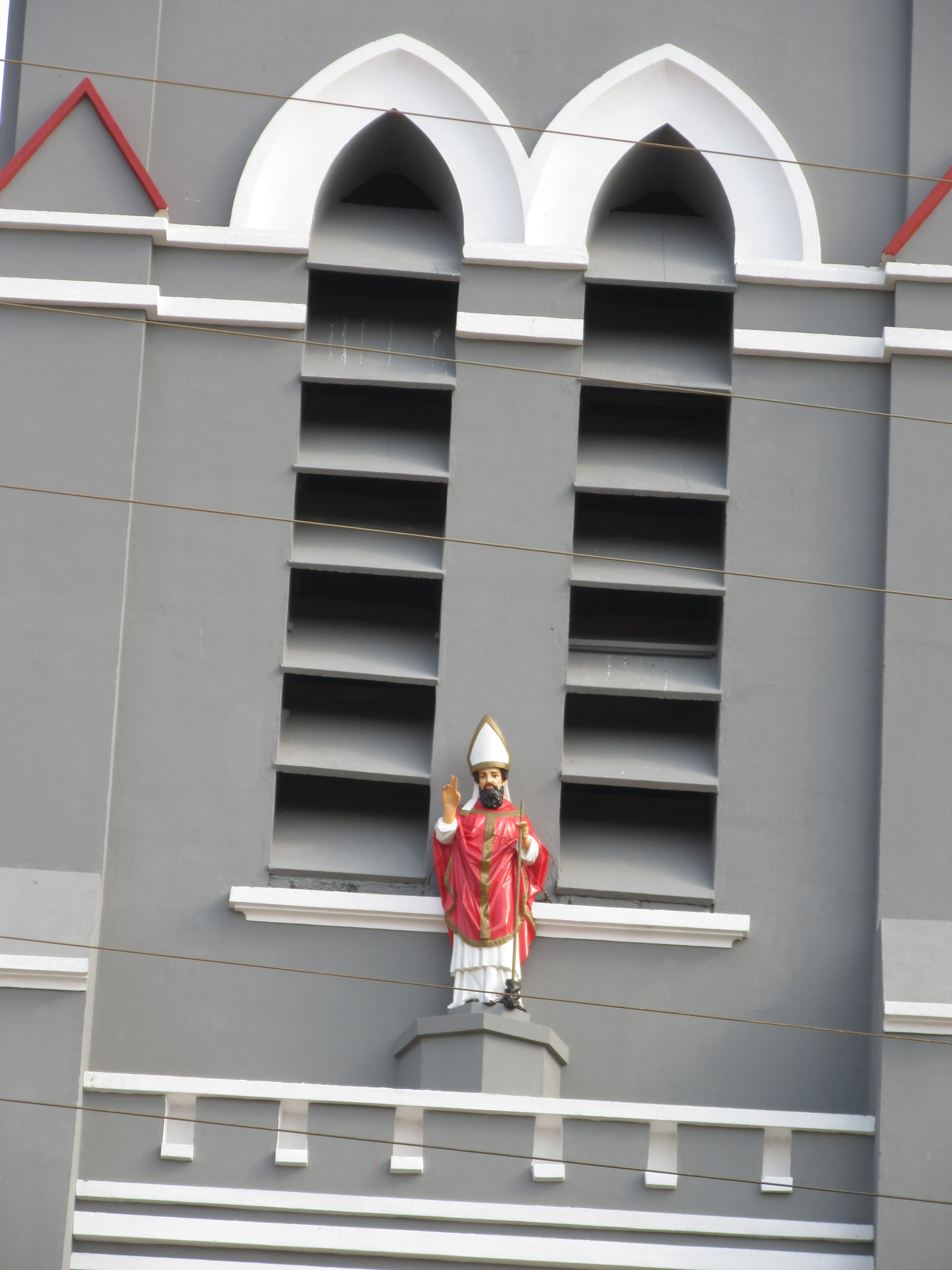
Statue au sommet de la Basilique de l'Immaculée-Conception
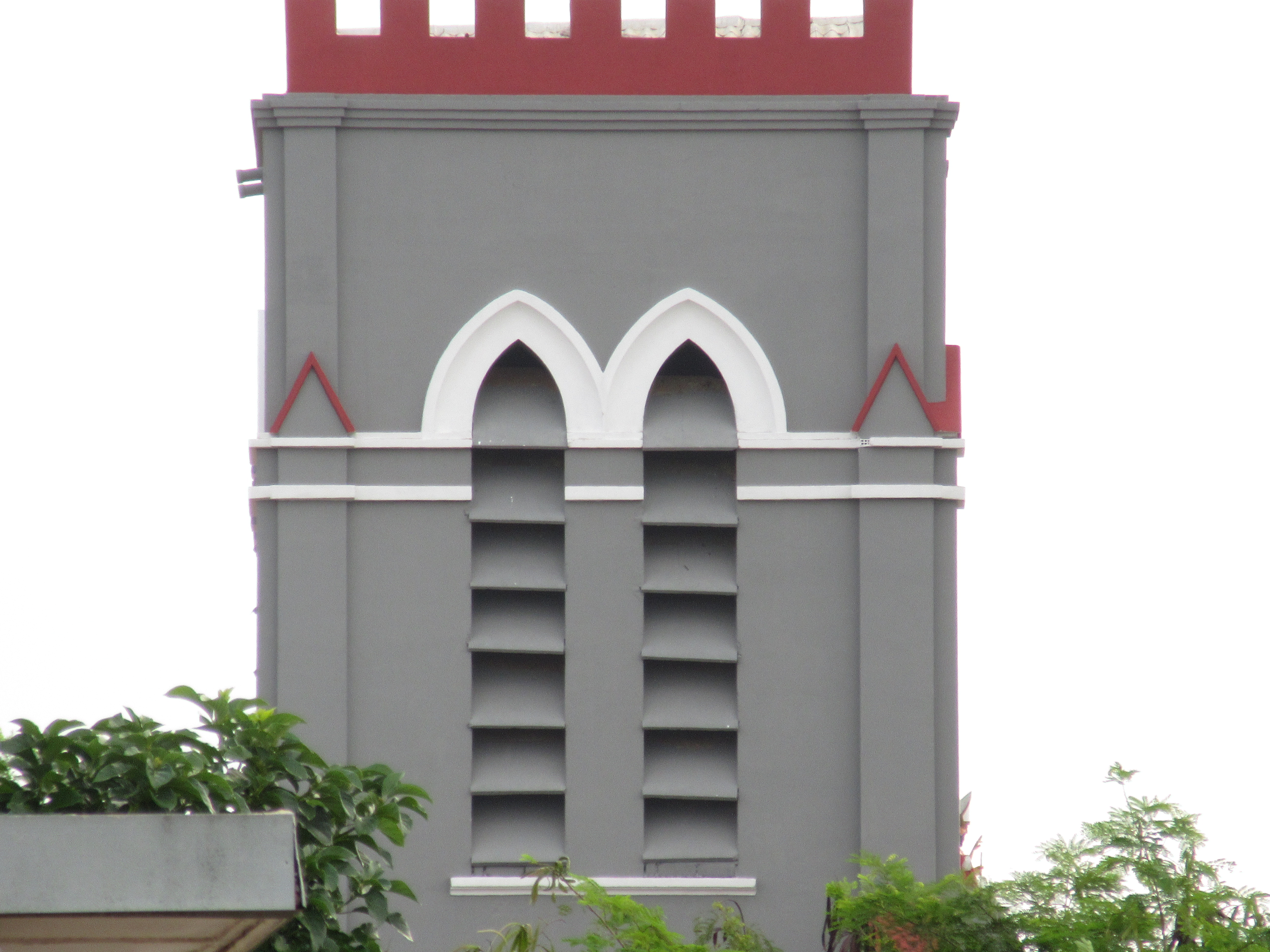
Sommet de la Basilique de l'Immaculée-Conception